# Guaraçaí (São Paulo)
Guaraçaí é um município brasileiro do estado de São Paulo. Localiza-se a uma latitude 21º01'42" Sul e a uma longitude 51º12'24" Oeste, estando a uma altitude de 440 metros e 616 km da capital. Sua população estimada em 2004 era de 9.202 habitantes e em 2005 sua população era de 9.270 habitantes.

## História
Fundado por João Machado de Souza em 1925, como povoação, e elevado a cidade em 24 de dezembro de 1948. A estação ferroviária de Guaraçaí foi inaugurada em 1936, como ponta da linha da variante de Jupiá, e deu origem ao município, categoria a que chegou em 1948. Antes, em 1940 passou a integrar a linha-tronco da Noroeste.
O nome Guaraçaí é devido a grande quantidade de lobos-guará na região juntamente a "çaí", que em tupi significa "pequeno", assim sendo Pequeno Lobo-Guará.[carece de fontes?]
A primeira iluminação pública elétrica da cidade foi instalada por Jarbas Batista de Brito em junho de 1942. A energia era produzida por um gerador movido por um motor a gasogênio pertencente a seu irmão Antônio Paraíso de Brito. O grupo motor-gerador foi instalado em frente a atual praça Ademar de Barros, nos fundos de onde é hoje o número 50 da  Avenida Presidente Vargas. A rede de distribuição com os pontos de luz também foram construídos por Jarbas Batista de Brito.
Em 24 de dezembro de 1948, Guaraçaí passa de Distrito para Município, onde se destacaram os trabalhos realizados pelos senhores Jarbas Batista de Brito e Albino de Giovani. O Município era pertencente à Comarca de Andradina (Lei nº 233). A instalação do Município foi em 1º de janeiro de 1949.

## Geografia
Possui uma área de 568,4 km, também é considerada a Capital do Abacaxi no estado de São Paulo.

### Demografia
Dados do Censo - 2000
População total: 8.894
- Urbana: 6.683
- Rural: 2.211
  - Homens: 4.489
  - Mulheres: 4.405

Densidade demográfica (hab./km²): 15,65
Mortalidade infantil até 1 ano (por mil): 16,72
Expectativa de vida (anos): 70,77
Taxa de fecundidade (filhos por mulher): 1,89
Taxa de alfabetização: 87,82%
Índice de Desenvolvimento Humano (IDH-M): 0,771
- IDH-M Renda: 0,693
- IDH-M Longevidade: 0,763
- IDH-M Educação: 0,856

(Fonte: IPEADATA)

### Outros dados
Estabelecimentos de ensino pré-escolar: 04
Creches: 01
Estabelecimentos de ensino fundamental: 02
Estabelecimentos de ensino médio: 01
Estabelecimento de ensino Superior: 00
Hospitais: 01
Agências bancárias: 04
Delegacia de Polícia: 01
Hotel: 01
Postos de Abastecimentos: 03

### Hidrografia
- Rio Tietê
- Rio Aguapeí

### Rodovias
- SP-300 - Rodovia Marechal Rondon

### Ferrovias
- EF-265 - Linha Tronco da Estrada de Ferro Noroeste do Brasil[6][7]

## Infraestrutura

### Comunicações
O sistema de telefones automáticos foi inaugurado na cidade em 1974 pela Telecomunicações de São Paulo (TELESP), que também implantou o sistema de discagem direta à distância (DDD) em 1985 com o código de área (0187). Anteriormente a cidade era atendida pela Cia. Telefônica Rio Preto, empresa administrada pela Companhia Telefônica Brasileira (CTB).
Na década de 90 o código DDD da cidade foi alterado para (018), para padronização do sistema telefônico com a telefonia celular que estava sendo implantada em todo o estado.

## Prefeitos
1. José Marques da Silva-11 de Abril de 1949
2. Juventino Nogueira Ramos-11 de Abril de 1953
3. José Marques da Silva-11 de Abril de 1957
4. Manuel R. Marques-11 de Abril de 1961
5. Ivo Galera-11 de Abril de 1965
6. Manuel R. Marques-11 de Abril de 1969
7. José Hamilton Ramos Nogueira-31 de Janeiro de 1973
8. Habib Asseiss-1 de Fevereiro de 1977
9. Euclides Cestari-1 de Fevereiro de 1983
10. Habib Asseiss-1 de Janeiro de 1989
11. Fábio Galera-1 de Janeiro de 1993
12. Habib Asseiss-1 de Janeiro de 1997
13. Lindaura Pereira dos Santos Pinto-1 de Janeiro de 2001
14. Alceu Cândido Caetano-1 de Janeiro de 2005/1 de Janeiro de 2009
15. Doi Suttini -1 de Janeiro de 2013
16. Gerson Caldato -20 de junho de 2015
17. Nelson Kazume Tanaka- 1 de Janeiro de 2017
18. Airton José Gomes - 1 de Janeiro de 2021[13]/1 de Janeiro de 2025

## Religião
O Cristianismo se faz presente na cidade da seguinte forma:

### Igreja Católica
- A igreja faz parte da Diocese de Araçatuba.[15]

### Igrejas Evangélicas
- Assembleia de Deus Ministério do Belém.[16][17]
- Congregação Cristã no Brasil.[18]